# Aniel Sudakiewicz
Aniel Sudakiewicz, właściwie Anna Aleksiejewna Sudakiewicz (ros. Анна Алексеевна Судакевич; ur. 27 grudnia 1906 w Moskwie, zm. 22 września 2002 tamże) – radziecka aktorka filmowa kina niemego. Jej współmałżonkiem był Asaf Messerer, z którym miała syna Borisa. 
Pochowana na Cmentarzu Wagańkowskim w Moskwie.

## Wybrana filmografia
- 1926: Miss Mend jako stenografistka
- 1927: Pocałunek Mary Pickford jako Dusia Gałkina
- 1927: Triumf białogłowy[2]
- 1928: Dom przy Trubnej jako pokojówka Marina
- 1928: Burza nad Azją jako córka komendanta
- 1929: Dwa-Buldi-dwa jako Maja